# Ściana osłonowa
Ściana osłonowa, ściana kurtynowa – elewacja budynku niemająca funkcji nośnej i stanowiąca jedynie przegrodę cieplną i funkcjonalną.
Ściana taka mocowana jest do stropów, ścian poprzecznych lub słupów konstrukcyjnych i przenosi jedynie ciężar własny i parcie wiatru, nie biorąc udziału w odprowadzaniu obciążeń z zasadniczej części budowli.
Ściany osłonowe mają zwykle lekką konstrukcję w postaci rusztu ze specjalnych profilów aluminiowych, czasem z innych materiałów (brązu, niegdyś stali). Konstrukcja wypełniona jest taflami przeźroczystego lub matowego szkła, metalowymi kasetonami albo podobnymi materiałami. Spotyka się też ściany osłonowe wykonane całkowicie z elementów żelbetowych.
W Polsce ściany kurtynowe po raz pierwszy zastosowano, w początku lat 60. XX wieku, w budynkach Ściany Wschodniej w Warszawie oraz w budynkach hotelu Cracovia i kina Kijów w Krakowie.

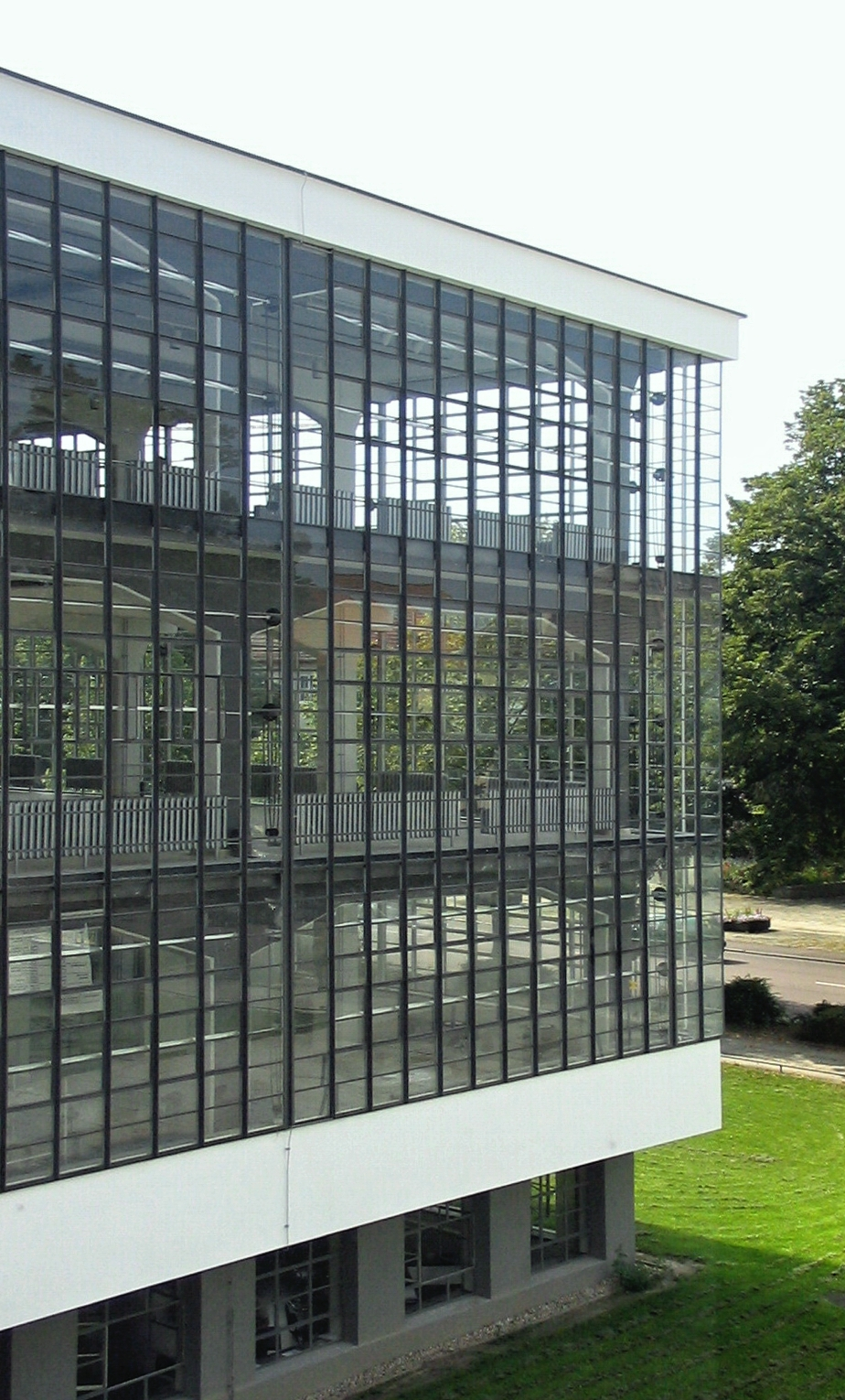
Ściana osłonowa Bauhausu (1926) w Dessau-Roßlau, arch. Walter Gropius.
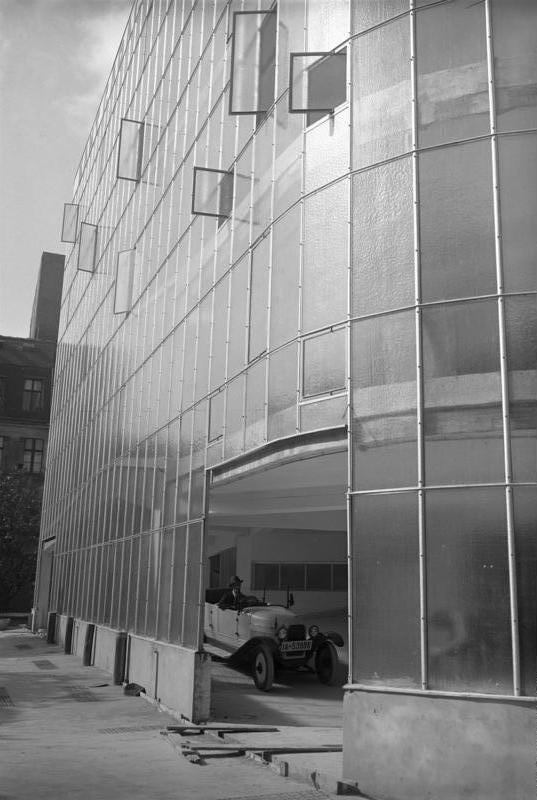
Ściana osłonowa Kant-Garage (1930) w Berlinie, arch. Hermann Zweigenthal.
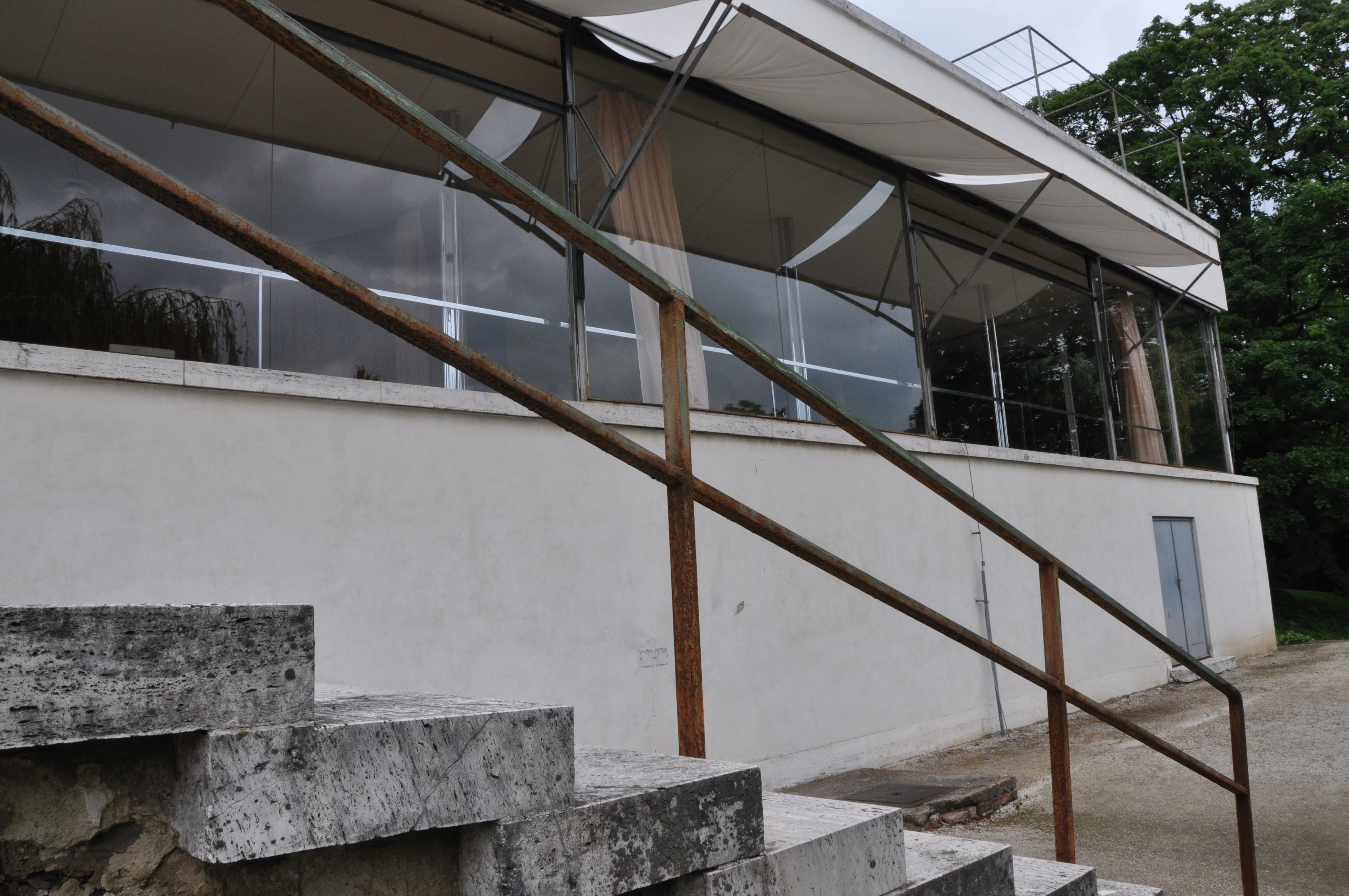
Ruchome szklane ściany kurtynowe w willi Tugendhatów w Brnie (1930), arch. Ludwig Mies van der Rohe[1].
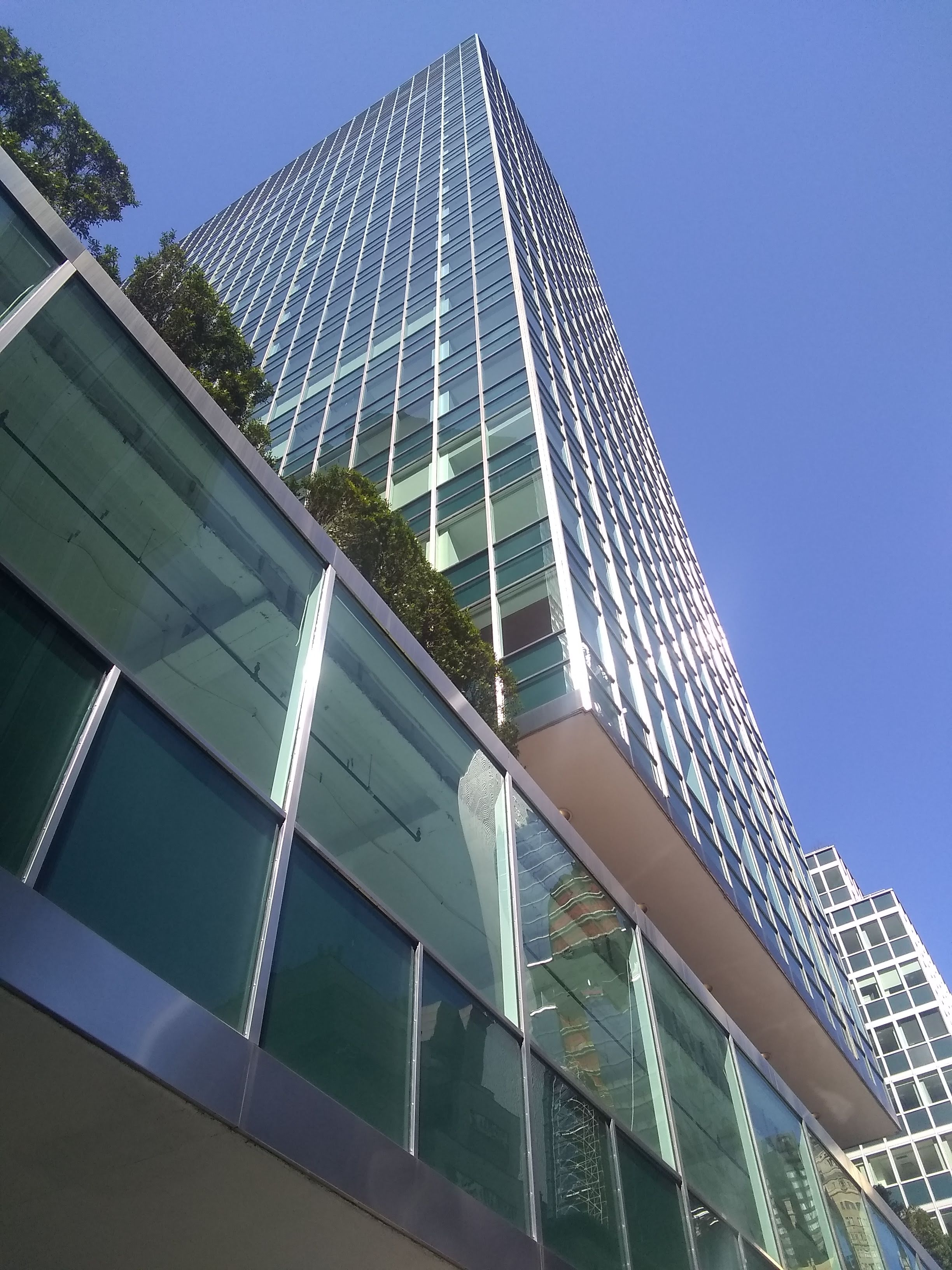
Ściany kurtynowe ze stali nierdzewnej i szkła jako fasada wieżowca Lever House w Nowym Jorku (1952), arch. Gordon Bunshaft.

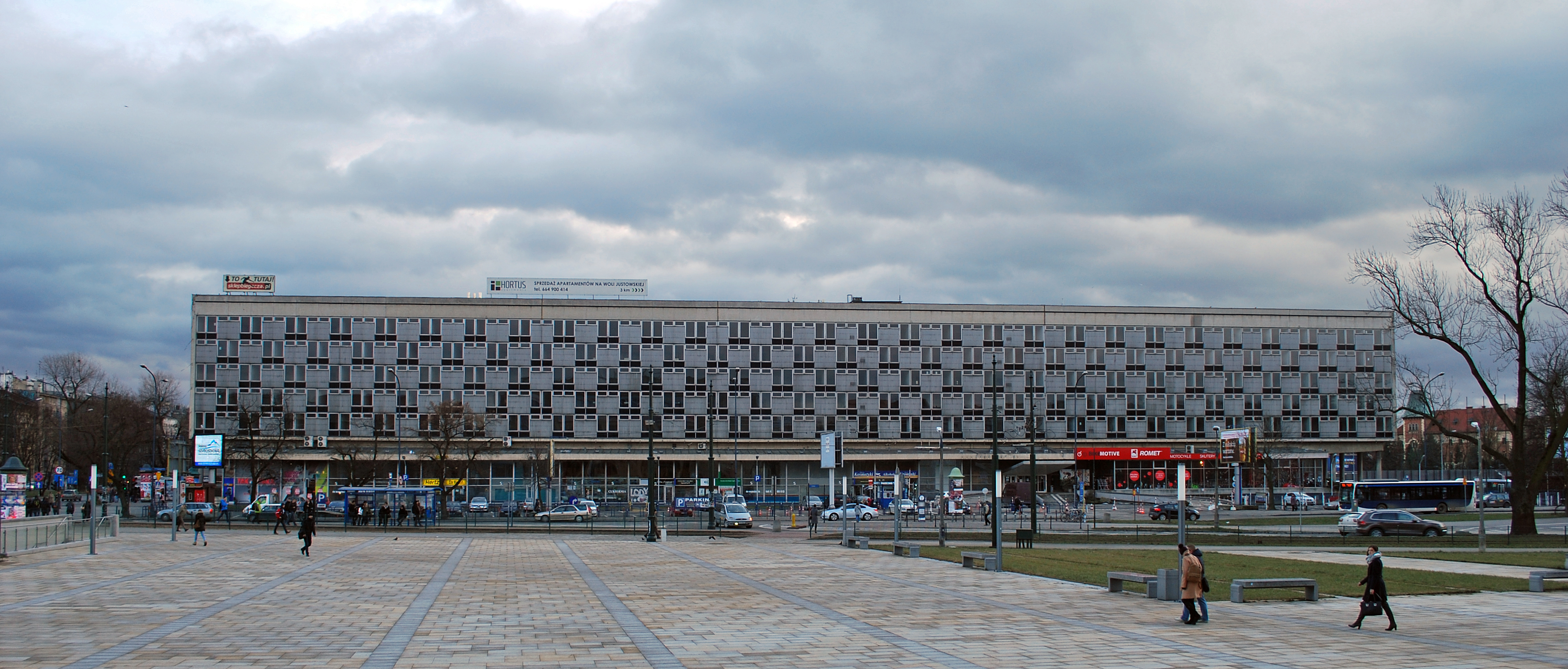
Fasada hotelu Cracovia. Jedna z pierwszych ścian kurtynowych w Polsce (1965). Projektowali Mieczysław Wrześniak i Adam Turczyński.
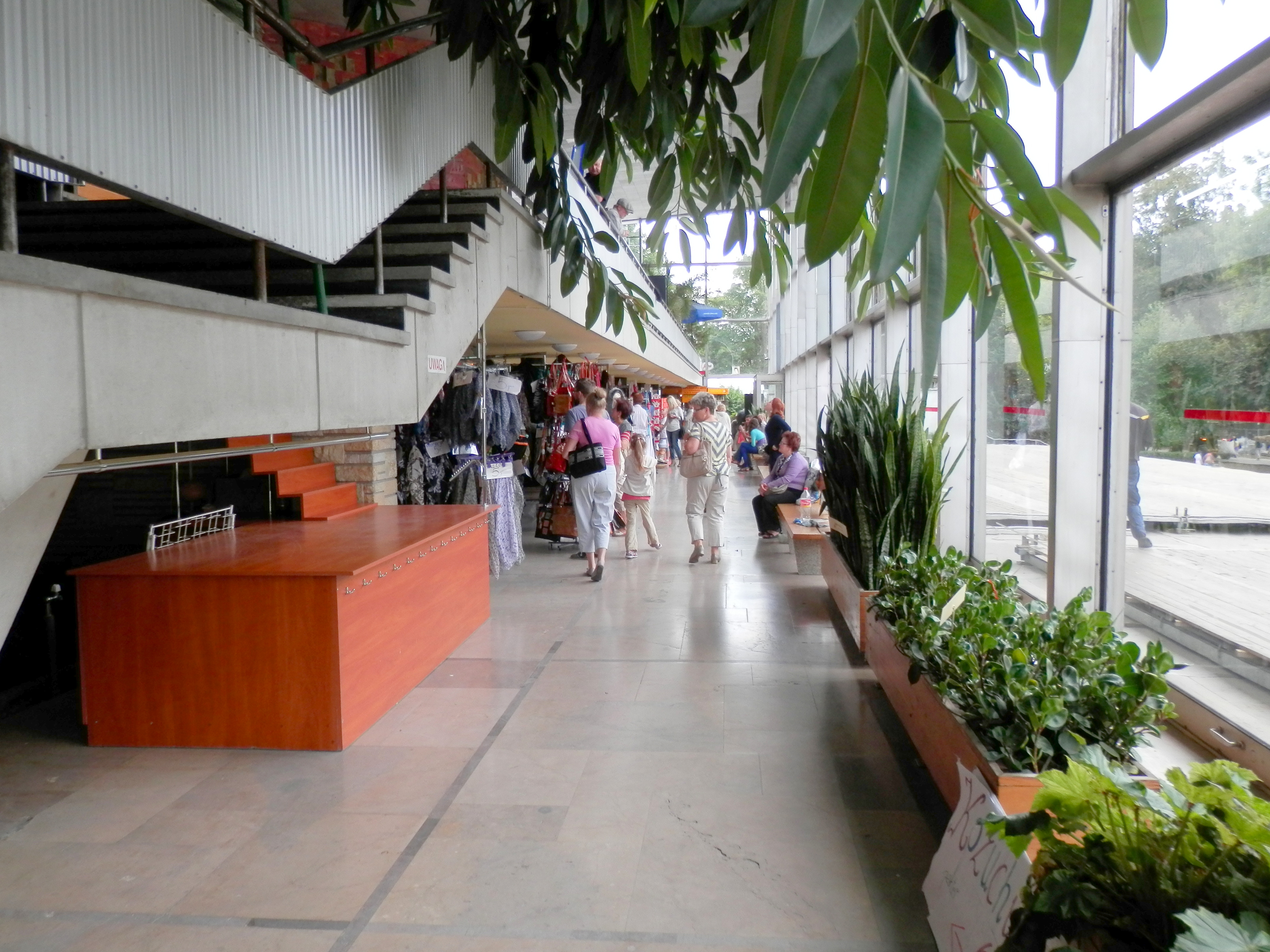
Ruchome szklane ściany kurtynowe widoczne wewnątrz Pijalni Głównej w Krynicy-Zdroju (1971), arch. Zbigniew Mikołajewski.
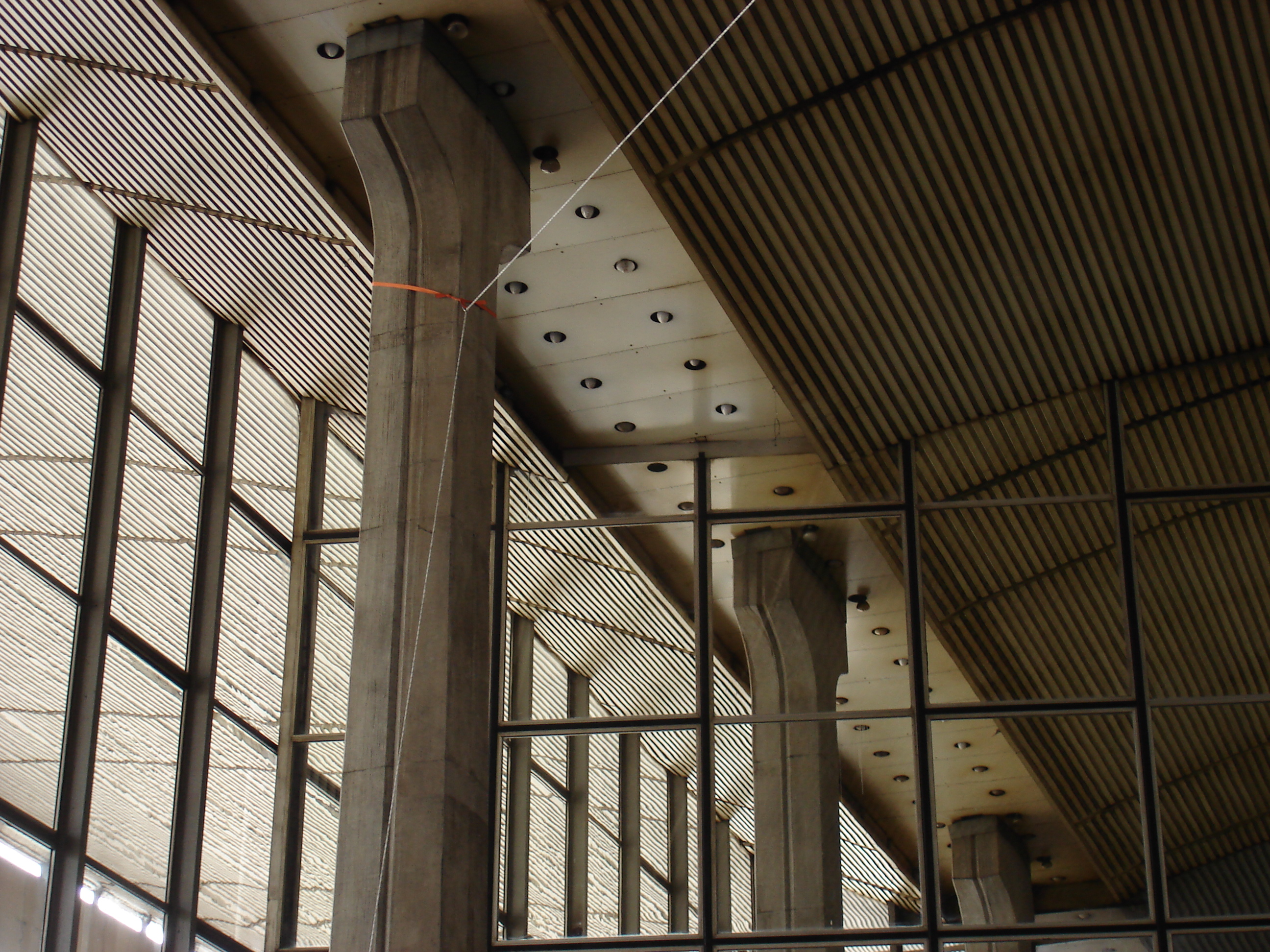
Szklane ściany kurtynowe widoczne wewnątrz budynku na Dworcu Centralnym w Warszawie (1975), arch. Arseniusz Romanowicz.
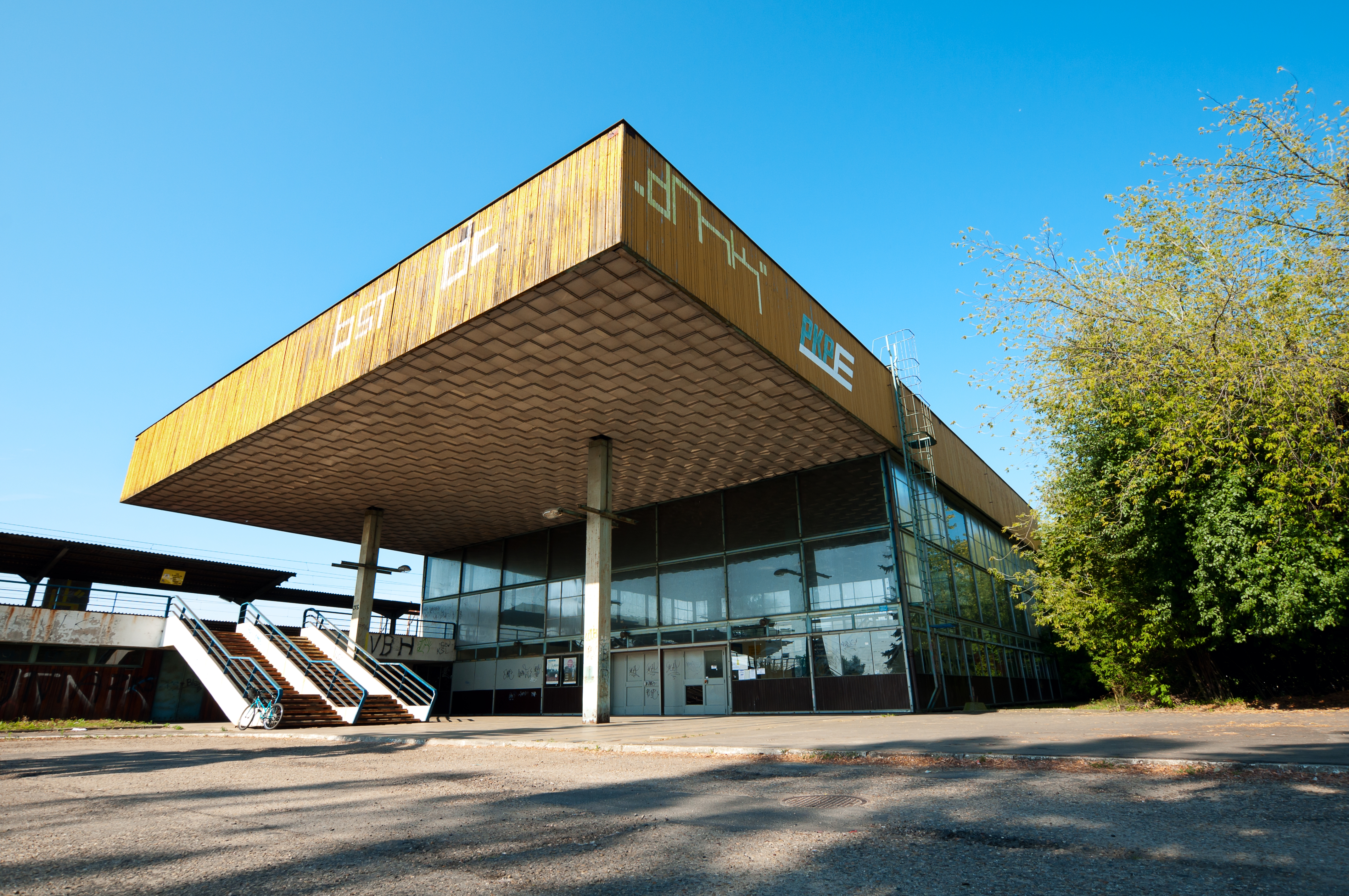
Szklana ściana kurtynowa otaczająca poczekalnię na dworcu kolejowym Tarnów-Mościce (1976), arch. Stanisław Wilkosz.